# Am Buachaille
Koordinaten: 58° 32′ 14,3″ N, 5° 5′ 33,7″ W

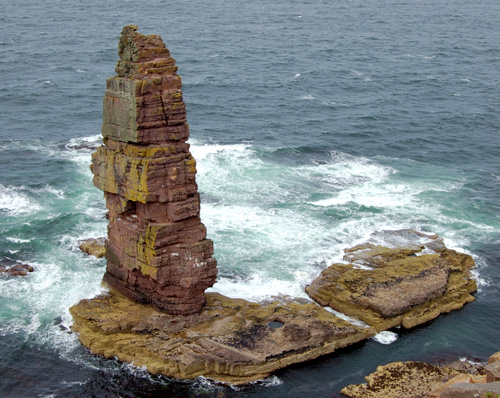
Am Buachaille

Am Buachaille ist ein rund 65 Meter hoher Brandungspfeiler in der Schottischen See in der Nähe der Sandwood Bay, vor Sutherland im Nordwesten der schottischen Highlands. Sie ist vom Festland durch einen einige Meter breiten Meeresarm getrennt. Der Felsen besteht aus Sandstein.
Der Name stammt aus dem Schottisch-gälischen und bedeutet Schafhirte.
Am Buachaille wurde 1968 von Tom Patey und Ian Clough erstbestiegen.